# Cercle (roman)
Pour les articles homonymes, voir Cercle.
Cercle est un roman de Yannick Haenel publié le 23 août 2007 aux éditions Gallimard ayant reçu la même année le prix Décembre et le prix Roger-Nimier.

## Résumé
La quête de Jean Deichel à Paris et en Europe pour retrouver une danseuse qui le fascine. Il fera des voyages et une introspection autour de la mystique juive,.

## Éditions
- Cercle, éditions Gallimard, 2007  (ISBN 207077600X).